# Shoʻrchi
Shoʻrchi (romanisiert: Shurchi) ist eine Stadt in der Viloyat Surxondaryo in Usbekistan und das Verwaltungszentrum des Bezirks Shoʻrchi. Shoʻrchi erhielt 1976 den Status einer Stadt, nachdem es aus einer Siedlung städtischen Typs umgewandelt worden war.
Im Jahr 2017 hatte Shoʻrchi rund 25.000 Einwohner.

## Geografische Lage, Klima
Die Stadt liegt 122 km nordöstlich von Termiz in einer Ebene inmitten der Oase Surkhan. In der Nähe der Stadt fließt der Kumkurgan-Kanal, der Wasser aus dem Surxondaryo-Fluss erhält. Die Bevölkerung beträgt 25 Tausend Menschen (2016).
In Sho‘rchi sind die Sommer sehr heiß, trocken und klar, die Winter sind sehr kalt, schneereich und teilweise bewölkt. Im Verlauf des Jahres bewegt sich die Temperatur in der Regel zwischen 0 °C und 38 °C und liegt selten unter −5 °C oder über 41 °C. Die heißeste Jahreszeit dauert von Mai bis Mitte September, die meisten Niederschläge fallen in den Monaten Dezember bis Ende April.

## Industrie und Wirtschaft
In Shoʻrchi gibt es Unternehmen der Leicht- und Lebensmittelindustrie sowie der Baustoffindustrie. Es gibt eine Bekleidungsfabrik, eine Möbelfabrik und eine Baumwollreinigungsfabrik. In der Stadt befinden sich die AG „Schortschipachta“, eine Druckerei, das Unternehmen „Schortschimebel“, zwei Bäckereien und die Schuhfabrik „Istiklol“. Die Landwirtschaft ist auf den Kartoffelanbau spezialisiert, aber auch Baumwolle, Getreide, Obst und Weintrauben werden angebaut. In der Stadt gibt es eine Textilfabrik „Mo'min tekstil“. Es gibt einen großen Basar, Händler der Firma „Akfa“, Filialen von „Artel“, Büros von Fluggesellschaften, Autotankstellen, 2 Hotels („Ideal“ und „Sherdor“).

## Verkehr
Die Stadt verfügt über einen großen Busbahnhof. Von Shoʻrchi aus verkehren Busse nach Termiz, Karluk, Baysun, Denov, Scherabad, Kumkurgan und Kafrun. Auch der Bus Termiz–Regar fährt durch den Bezirk. Ein weiterer Bahnhof befindet sich an der Strecke Termiz–Kumkurgan.
Der nächste internationale Flughafen befindet sich in Termiz.

## Sport
In Shoʻrchi wurde ein Sportkomplex für Leichtathletik, Futsal, Basketball und Volleyball gebaut, in dem verschiedene Sportwettbewerbe ausgetragen werden.

## Kultur und Bildung
In der Stadt gibt es 14 Schulen, Kindermusikschulen und 2 spezielle Internatsschulen. Es gibt 9 Berufsschulen (darunter Hochschulen für Landwirtschaft, kommunale Dienstleistungen, Medizin, Leichtindustrie, Verbraucherdienstleistungen und Wirtschaft). Die Bevölkerung wird von der Zentral-Landbibliothek und ihren Zweigstellen, der Stadtbibliothek, der Blindenbibliothek, dem Kultur- und Erholungspark (Lichtpark) betreut. Die medizinische Versorgung wird durch das zentrale Krankenhaus, die Poliklinik, die Apotheke und andere medizinische Einrichtungen gewährleistet.